# 수면 부채
수면부채(睡眠負債, 영어: sleep debt, sleep deficit, sleep deprivation)는 충분한 수면을 취하지 못해 생기는 건강에 부정적인 누적효과를 말한다.

## 같이 보기
- EPOC(Excess post-exercise oxygen consumption) - 산소부채